# Tiburón
Tiburón (španělsky Isla del Tiburón, doslova Žraločí ostrov) je ostrov v Kalifornském zálivu Tichého oceánu, od severoamerické pevniny je oddělen úzkým průlivem Canal del Infiernillo. Má rozlohu 1201 km² a je největším ostrovem Mexika. Původně na ostrově žili Seriové, kteří ho nazývali Tahéjöc, v roce 1963 byl vyhlášen přírodní rezervací a domorodá osada Tecomate byla opuštěna, od té doby jsou jedinými obyvateli ostrova příslušníci vojenské posádky. Ostrov je porostlý převážně kaktusy, žije zde kojot prérijní, zajíc ušatý a jelenec ušatý, v osmdesátých letech byla na ostrov vysazena ovce tlustorohá. Tiburón má horké suché klima a skalnatý povrch, nejvyšším vrcholem je Cerro San Miguel (1450 m n. m.).